# 5860 Deankoontz
5860 Deankoontz eller 1981 QE1 är en asteroid i huvudbältet som upptäcktes den 28 augusti 1981 av den tjeckiske astronomen Zdeňka Vávrová vid Kleť-observatoriet. Den är uppkallad efter den amerikanske författaren Dean R. Koontz.
Asteroiden har en diameter på ungefär 3 kilometer och den tillhör asteroidgruppen Nysa.